# تریسی اتکینسون
تریسی اتکینسون (Tacy Atkinson ‏ ۳ ژوئیه ۱۸۷۰ – ۱ دسامبر ۱۹۳۷) یک مبلغ مذهبی مسیحی امریکائی با اصالت اسکاتلندی در سیلم، نبراسکا بدنیا آمد؛ و در زمان نسل‌کشی ارمنی‌ها در سیواس امپراتوری عثمانی سکونت داشت و شاهد نسل‌کشی ارمنی‌ها در جنگ جهانی اول بود.

## زندگی و کار
تریسی در ۳ ژوئیه ۱۸۷۰ در یک خانواده مسیحی اسکاتلندی در سیلم، نبراسکا بدنیا آمد.
پس از استقلال ایرلند، بهمراه خانواده، به کانزاس رفت، و تا پایان تحصیلاتش در سطح دبیرستان، در ایندیپندنس، کانزاس ماند.
او تحصیلات خود را در کالج پارک در پارکویل، میزوری ادامه داد.
پس از یک سال تحصیل، در دانشگاه پارک، او بهمراه دوستانش به اورگن رفت.
او به زندگی در این ایالت علاقه‌مند شد و تصمیم گرفت که آنجا زندگی کند.
تریسی، موقعیت مناسبی را برای تحصیل و تدریس در این مقطع تحصیلی، پیدا کرد؛ و در اورگن، تحصیلات خود را ادامه داد، و در نهایت در سن ۲۹ سالگی، از کالج اقیانوس آرام در سال ۱۸۹۹ فارغ‌التحصیل شد. 
وقتی وی سی ساله بود، با یک تومور سینه مواجه شد؛ و برای درمان توده‌های غیر بدخیم، در جایی که با همسر آینده اش، هربرت اتکینسون، یک کارآموز پزشکی بود، دیدار کرد، به بیمارستان سان فرانسیسکو رفت.
تریسی، در ۷ ژوئیه ۱۹۰۱،  کمی بعد از سالروز سی و یک ساله خود، در سن رافائل، کالیفرنیا با هربرت اتکینسون، ازدواج کرد. 
خانواده هربرت، مبلغ دینی مسیحی بودند.
تریسی و هربرت در نهایت به جنبش مبلغین مسیحی پیوسته و در سال ۱۹۰۲ در خلفای امپراتوری عثمانی در الازیغ وارد شدند.
اتکینسون تا اگوست ۱۹، ۱۹۰۸ در الازیغ ماند، زمانی که به ایالات متحده بازگشتند تا برای ساخت یک بیمارستان جدید، پول جمع کنند.
آنها در ۲۳ اکتبر ۱۹۰۹ به الازیغ بازگشتند.
تریسی در طول اولین سالهای جنگ جهانی اول تا ۱۹۱۷ در الازیغ ماند و پس از پیوستن امریکا به این درگیری نیز، از آنجا خارج نشد. 
تریسی اتکینسون خاطرات مهر و موم شده خود در خانه خود در ترکیه گذاشت و آنرا در سال ۱۹۱۷، ترک کرد.
از آنجا که انتشار این خاطرات، و هر چیزی که در این زمینه نوشته شده باشد، در ترکیه ممنوع است، آنرا از کشور خارج، و نه سال بعد، به امریکا فرستاده شد. 
او سه فرزند به نام‌های هنری، آلیس و هریت داشت. 

## نسل‌کشی ارمنی‌ها

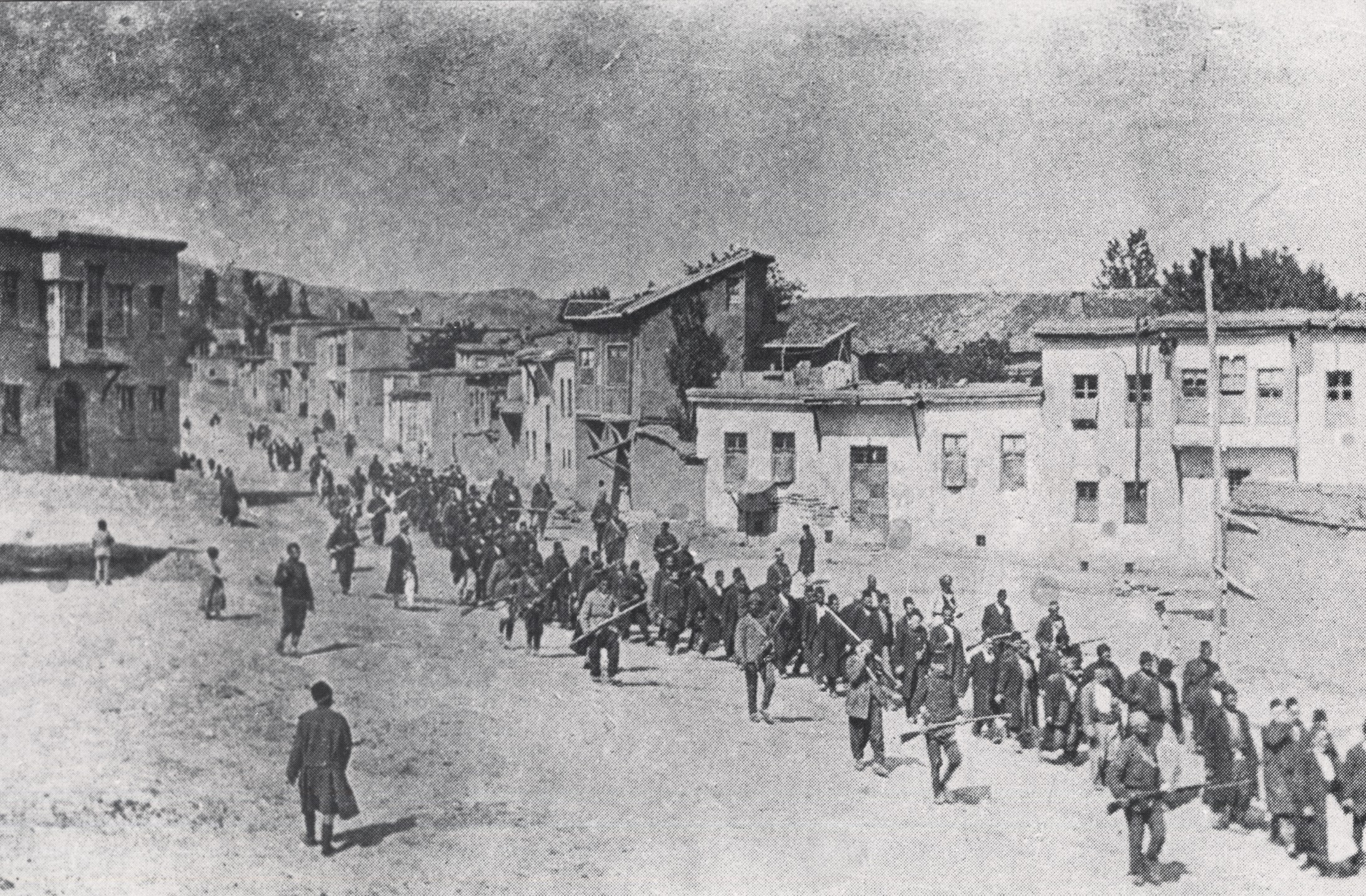
همراهی سربازان مسلح عثمانی با غیر نظامیان ارمنی، که در اسارت آنها هستند؛ از طریق هارپوت و الازیغ قضاء ولایت معمورةالعزیز، برای انتقال به تبعیدگاه که در گزارش هنری هریسون ریجز ثبت شده‌است

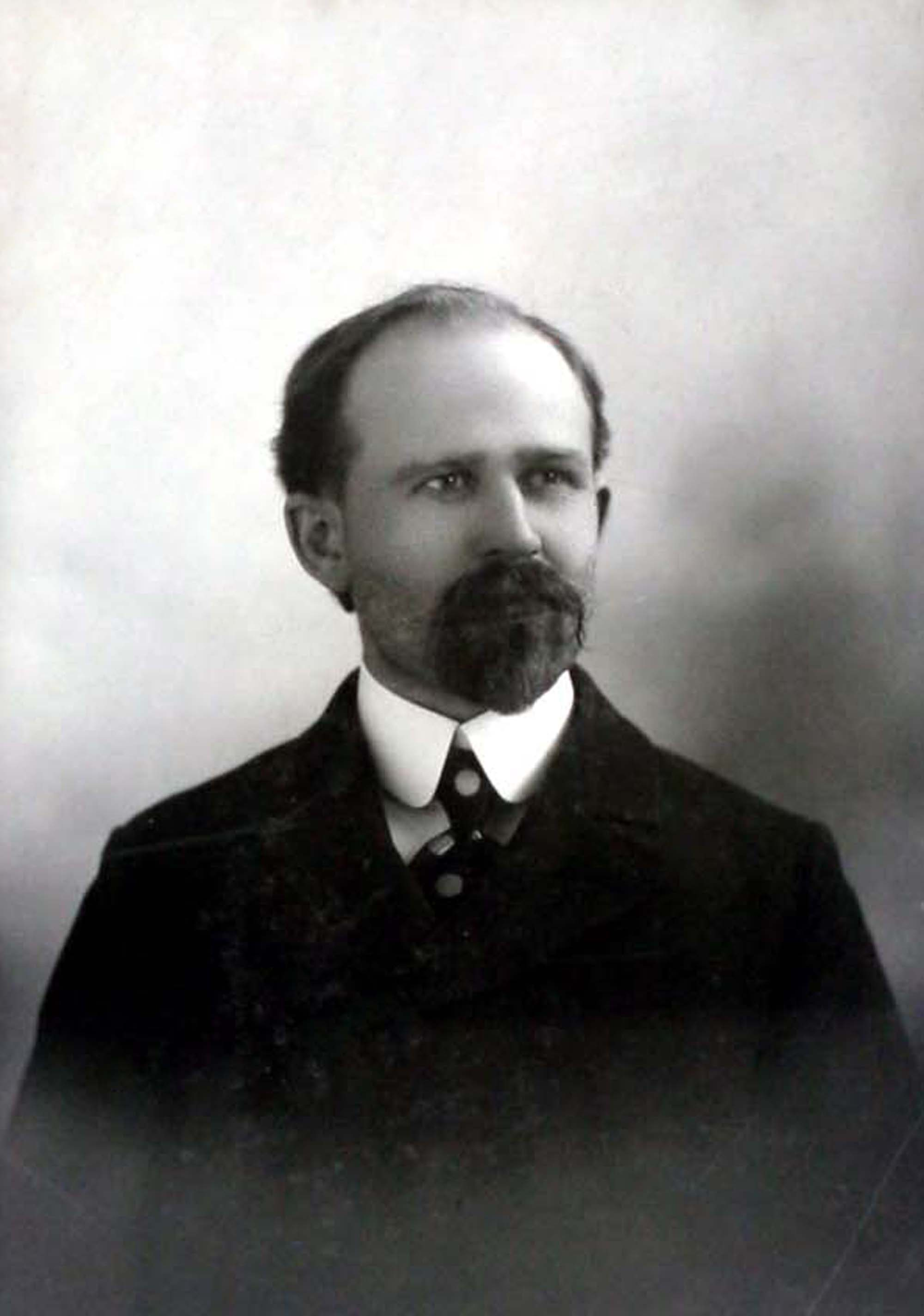
هربرت اتکینسون، همسر تریسی اتکینسون همچنین از بسیاری ارامنه‌ها برای فرار از قتل‌عام‌ها کمک می‌کند

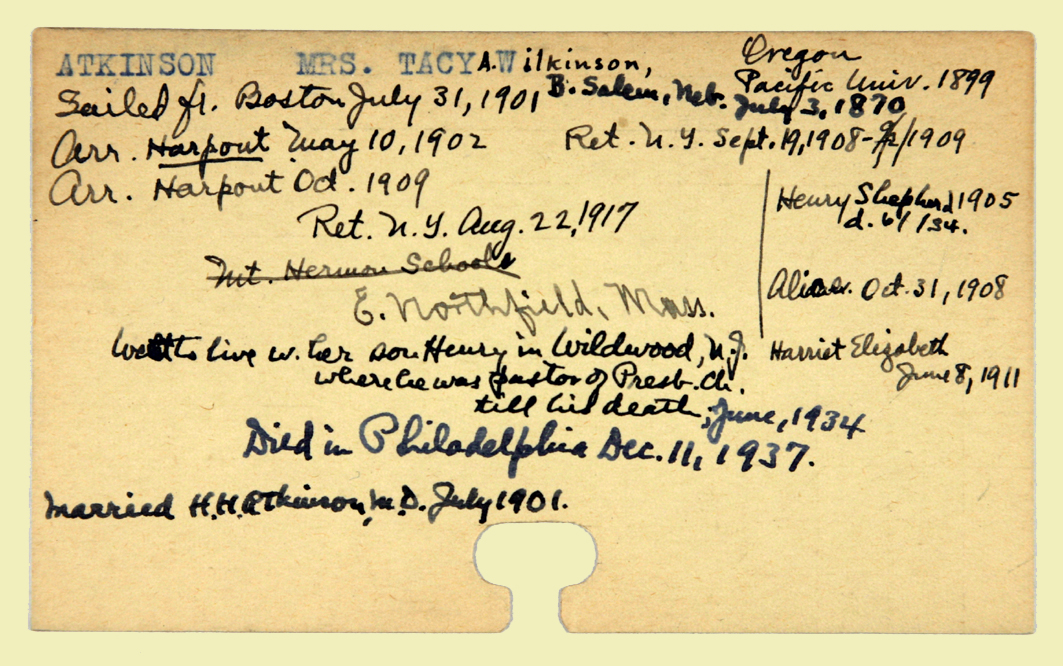
کارت شناسایی تریسی اتکینسون در هیئت کمیسیون‌های آمریکایی برای مأموریت‌های خارجی

در طول قتل‌عام ارامنه که در سال ۱۹۱۵ انجام شد، اتکینسون در الازیغ مستقر بود.
جایی که مقر اصلی جنبش مبلغان مسیحی در آنجا بود.
با توجه به این واقعیت که هربرت اتکینسون یک مرد محترم در منطقه بود، تریسی اتکینسون، فرصتی بدست آورد تا با شرایط درونی دولت محلی و نحوه رفتار آنها با تبعیدیان ارمنی، آشنا شود.
بسیاری از مطالب که او در خاطرات خود نوشت و بعدها منتشر شد، همان مطالبی بود که او در همین دوره نگاشته‌است.
با این حال، اتکینسون تمایلی به توضیح این رویدادها نداشت، زیرا او نگران بود که مقامات ترکیه خاطرات خود را کشف کنند.
اتکینسون دربارهٔ تبعیضاتی که هنگام خدمت در خلفای عثمانی آغاز شد نوشت:
| « | چه منظره افتضاحی. مردم از خانه‌هایشان بیرون می‌رفتند، درها میخکوب می‌شدند، و آنها به همراه اسب‌ها و الاغ‌ها و بسیاری دیگر از پا افتاده بودند. پلیس‌ها و ژاندارم‌های مسلح شده، آنها را همراهی می‌کردند. دیروز تعداد زیادی از زنان شبین قره‌حصار وارد شدند اما هیچ مردی همراهشان نبود. همه مردان آنها یا کشته شدند یا در زندان بودند و تمام دخترانشان از بین رفه اند. | » |

اتکینسون نوشت، پس از آنکه بیشتر مردم بیرون رانده شده و تبعید شدند:
| « | امروزه جمعیت زیادی از شهر رفته‌اند. به ما گفته شده‌است که افرادی که روز سه شنبه شروع به کار کردند، تنها دو ساعت به هولاکه تبعید شدند. در آنجا مردان کشته شدند، دختران از بین رفتند و زنان گمشده و رها شدند… ما نمی‌دانیم چه اتفاقی می‌افتد. جمعیت زیادی از زنان و کودکان آواره، امروز در حال آمدن به اینجا هستند. من نمی‌دانم از کجا… و آیا کسانی که اینجا هستند، می‌میرند، یا زنده می‌مانند. همان‌طور که می‌توانند بیرون رانده شوند. حامیان آنها بسیار قوی هستند، در حال حاضر در دسترس نیستند. آنها با جسد مرده‌ها جشن می‌گیرند. جابجایی زنان، امروز، بدنبال جمعیت بزرگی از کردها و ژاندارم‌ها شروع شد. | » |

تریسی در رابطه با قتل‌عام ارامنه معتقد بود که نمی‌توان بدون یک برنامه‌ریزی دقیق استراتژیک که توسط دولت ترکیه انجام شده، چنین جنایت بزرگی را انجام داد. دولت ترکیه نمی‌توانست بدون هماهنگی با قدرتهای دیگر، چنین قتل‌عام بزرگی را انجام دهد. «همه ما می‌دانیم که چنین کارای، به خوبی برنامه ریزی شده بود ترک‌ها با هماهنگی آلمان و شیطان، یک اتحاد سه جانبه ایجاد کردند که با خونسردی کامل جهنم بزرگ و غیرعادلانه ای را برای ارمنی‌ها مهیا کنند.» 
امروزه نام تریسی اتکینسون، در کنار نام شوهرش، مخصوصاً برای نجات جان بسیاری از ارامنه شناخته شده‌است.  در یک مورد، در جایی که ارمنی‌ها به زندان افتاده بودند به صورت قاچاقی به آنها کمک کرد تا بتوانند از زندان فرار کنند و کشته نشوند.
اتکینسون در جای دیگری از یادداشتهای خود، پسر دیگری را که شاهد قتل‌عام مردان و زنان از جمله مادر خود بود را اینطور توصیف می‌کند:
| « | یک پسر نوجوان در شرایط بسیار بدی به کشور وارد شد، او با جمعیتی از زنان و کودکان روستایی بود که به زندانیان ما پیوستند و در ۲۳ ژوئن به آنجا رفتند. این پسر می‌گوید که در این حوضه این قسمت از بکیر مدائن، مردان و زنان همه زخمی شده بودند و بعد از مدتی سر مردان پیشرو را بریدند. او فرار کرد و به اینجا آمد. مادرش که قبلاً دزدیده شده بود، تکه‌تکه شده بود. سپس آنها شلیک کردند. او می‌گوید که دره بوی خیلی افتضاح است که اکنون می‌تواند به سختی منتقل شود. | » |